# سریالیسم

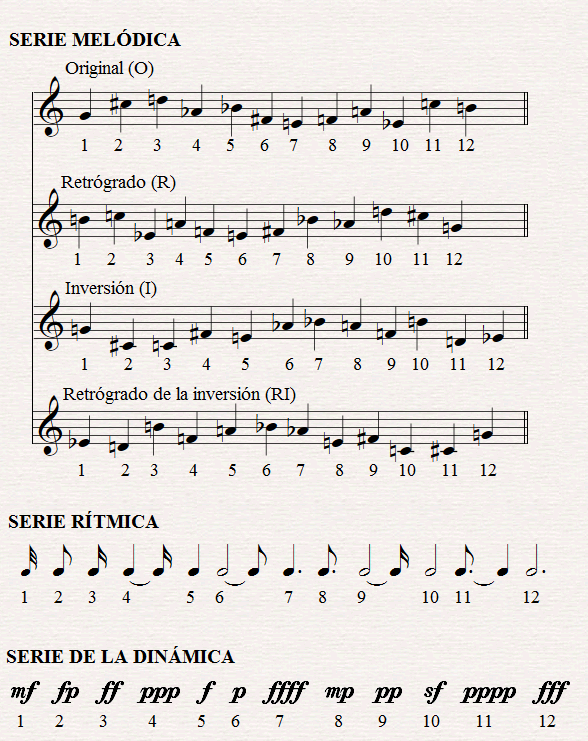
یک قطعه با تکنیک سریالیسم مربوط به ۱۹۹۲

سریالیسم (به انگلیسی: Serialism) به تکنیکی در آهنگ‌سازی موسیقی مدرنیستی می‌گویند که آرنولد شونبرگ، آهنگ‌ساز و نظریه‌پرداز اتریشی، در حدود سال ۱۹۲۳ ابداع کرد.
در موسیقیِ تونال، اغلب هشت نت از دوازده نتِ گام به کار می‌رود و برخی نت‌ها مهمتر از نت‌های دیگر به گوش می‌رسد. در موسیقی اَتونال، هر دوازده نت به کار می‌رود. اما در سریالیسم، به خاطر این‌که تضمین شود هیچ صدایی مهمتر از صدای دیگری نباشد، دوازده نتِ گامِ نیم‌پرده‌ای در نظم یا سریِ معینی ردیف می‌شوند. صرف‌نظر از دست‌کاری‌هایی چون وارونگی و برگشتگی (یعنی نواختن سری‌ها از بالا به پایین و از پیش به پس)، نت‌ها باید در سراسر قطعه در همان نظم بمانند.